# Ґамль
Ґамль (амх. ገምል) — двадцята літера ефіопської абетки, позначає дзвінкий м'якопіднебінний проривний звук /g/.
- ገ  — ґе
- ጉ  — ґу
- ጊ  — ґі
- ጋ  — ґа
- ጌ  — ґе
- ግ  — ґи (ґ)
- ጎ  — ґо